# Дігай Тетяна Іванівна
Тетяна Іванівна Дігай (нар. 6 листопада 1944, м. Тернопіль) — український педагог, музикант, літератор, літературний критик. Член літературного об'єднання при ТОО НСПУ (від 1990), НСЖУ (2008), НСПУ (2009). Переможниця конкурсу читацьких рецензій конкурсу «Книжка року Бі-Бі-Сі-2007».

## Життєпис
Закінчила Тернопільське музичне училище (1965), Донецьку консерваторію (1970).
Від 1970 працювала в Тернопільському музичному училищі: викладач фортепіано, завідувачка відділення, заступник директора.

## Доробок
Автор рецензій, критичних нарисів. Твори опубліковані в журналах «Тернопіль», «Літературний Тернопіль», «Березіль», «Літературний Чернігів», «Німчич» (Буковина); річниках «Тернопілля», газетах «Літературна Україна», «Друг читача», «Слово Просвіти», обласних ЗМІ «Вільне життя плюс», «Свобода» та інших.

### Книги рецензій
- «Книжкові імпресії» (2007),
- «Кубик Рубіка» (2008),
- «Метроном» (2008) та інші.

### Збірки поезій
- «Корона Афродіти» (2002),
- «Тетянин день» (2006),
- «Удвох із тишею» (2007).